# Velingrad
Velingrad (bulharsky Велинград) je město, ležící ve středním Bulharsku v Západních Rodopech. Je to správní středisko stejnojmenné obštiny a má přibližně 24 tisíc obyvatel.

## Historie
Město vzniklo v roce 1948 sloučením tří vesnic: Čepino (Чепино), Kamenica (Каменица) a Lădžene (Лъджене). Prvně bylo písemně zaznamenáno Čepino (1666), jehož jméno vzniklo od turecky zkomoleného názvu Cepinského údolí. V té době, za sultána Mehmeda IV., bylo zdejší obyvatelstvo vystaveno nejintenzivnější islamizaci. Na rozdíl od jiných krajů si bulharští muslimové v Rodopech zachovali svůj jazyk. V 19. století se začalo díky teplým pramenům rozvíjet zdejší lázeňství. Sídlem obštiny je město od roku 1977.

## Obyvatelstvo
K 15. září 2024 ve městě žilo 24 114 obyvatel a bylo zde trvale hlášeno 25 278 obyvatel. Podle sčítání 1. února 2011 bylo národnostní složení následující:
- Bulhaři: 17 581 (88.2 %)
- Romové: 1 956 (9.8 %)
- Turci: 67 (0.3 %)
- ostatní[p 2]: 322 (1.6 %)